# Bóng đá tại Đại hội Thể thao châu Á 1986
Bóng đá tại Đại hội Thể thao châu Á 1986 được tổ chức ở Seoul, Hàn Quốc từ 20 tháng 9 đến 5 tháng 10 năm 1986.

## Danh sách huy chương
| Nội dung | Vàng | Bạc | Đồng |
| -------- | --- | --- | --- |
| Nam      | Hàn Quốc (KOR) · Byun Byung-joo · Cho Byung-deuk · Cho Kwang-rae · Cho Min-kook · Cho Young-jeung · Choi Soon-ho · Chung Jong-soo · Chung Yong-hwan · Huh Jung-moo · Kang Deuk-soo · Kim Joo-sung · Kim Pyung-seok · Kim Sam-soo · Kim Yong-se · Lee Moon-young · Lee Tae-ho · Noh Soo-jin · Park Chang-sun · Park Kyung-hoon · Yoo Byung-ok | Ả Rập Xê Út (KSA) · Mohammed Abduljawad · Majed Abdullah · Bassem Abu-Dawood · Fahad Al-Bishi · Hussein Al-Bishi · Saad Al-Dosari · Abdullah Al-Hathloul · Mohaisen Al-Jam'an · Fahad Al-Musaibeah · Abdulrahman Al-Roomi · Mohammed Al-Shehrani · Abdulrahman Al-Tekhaifi · Yousuf Al-Thunayan · Ismail Hakami · Saleh Khalifa · Salem Marwan · Abdullah Masood · Saleh Nu'eimeh · Samir Sulaimani | Kuwait (KUW) · Adel Abbas · Abdulaziz Al-Buloushi · Nassir Al-Ghanim · Muayad Al-Haddad · Abdulaziz Al-Hajeri · Salah Al-Hasawi · Waleed Al-Jasem · Jamal Al-Qabendi · Khalid Al-Sharidah · Hamoud Al-Shemmari · Khaled Al-Shemmari · Yussef Al-Suwayed · Jabir Al-Zanki · Naeem Saad · Wael Sulaiman |

## Nam

### Vòng loại

#### Bảng A
| Đội      | Điểm | Số trận | Thắng | Hòa | Thua | Bàn thắng | Bàn thua | Hiệu số |
| -------- | ---- | ------- | ----- | --- | ---- | --------- | -------- | ------- |
| UAE      | 7    | 4       | 3     | 1   | 0    | 5         | 2        | +3      |
| Iraq     | 6    | 4       | 3     | 0   | 1    | 12        | 4        | +8      |
| Oman     | 4    | 4       | 1     | 2   | 1    | 3         | 5        | −2      |
| Thái Lan | 3    | 4       | 1     | 1   | 2    | 8         | 4        | +4      |
| Pakistan | 0    | 4       | 0     | 0   | 4    | 2         | 15       | −13     |

| Iraq                                    | 4–0 | Oman |
| --------------------------------------- | --- | ---- |
| Allawi 12', 70' · Saeed 29' · Radhi 80' |     |      |

| UAE                    | 1–0 | Pakistan |
| ---------------------- | --- | -------- |
| Al-Talyani 25' (ph.đ.) |     |          |

| UAE                          | 2–1 | Thái Lan  |
| ---------------------------- | --- | --------- |
| Khamees 68' · Al-Talyani 86' |     | Pue-on 7' |

| Pakistan           | 1–5 | Iraq                                                    |
| ------------------ | --- | ------------------------------------------------------- |
| Sarwar 26' (ph.đ.) |     | Radhi 14' (ph.đ.), 36' · Hameed 21' · Mohammed 34', 86' |

| Thái Lan | 0–0 | Oman |
| -------- | --- | ---- |
|          |     |      |

| UAE | 2–1 | Iraq |
| --- | --- | ---- |
|     |     |      |

| Oman | 3–1 | Pakistan |
| ---- | --- | -------- |
|      |     |          |

| Thái Lan | 1–2 | Iraq |
| -------- | --- | ---- |
|          |     |      |

| UAE | 0–0 | Oman |
| --- | --- | ---- |
|     |     |      |

| Thái Lan | 6–0 | Pakistan |
| -------- | --- | -------- |
|          |     |          |

#### Bảng B
| Đội        | Điểm | Số trận | Thắng | Hòa | Thua | Bàn thắng | Bàn thua | Hiệu số |
| ---------- | ---- | ------- | ----- | --- | ---- | --------- | -------- | ------- |
| Hàn Quốc   | 5    | 3       | 2     | 1   | 0    | 7         | 2        | +5      |
| Trung Quốc | 4    | 3       | 2     | 0   | 1    | 9         | 6        | +3      |
| Bahrain    | 3    | 3       | 1     | 1   | 1    | 4         | 5        | −1      |
| Ấn Độ      | 0    | 3       | 0     | 0   | 3    | 1         | 8        | −7      |

| Hàn Quốc                                                        | 3–0 | Ấn Độ |
| --------------------------------------------------------------- | --- | ----- |
| Noh Soo-jin 10' · Choi Soon-ho 36' · Park Chang-sun 84' (ph.đ.) |     |       |

| Trung Quốc                                                                     | 5–1 | Bahrain      |
| ------------------------------------------------------------------------------ | --- | ------------ |
| Mã Lâm 21', 32' · Lưu Hải Quang 43' · Lưu Trung Trường 80' · Tần Quốc Dung 82' |     | Bushagor 11' |

| Trung Quốc      | 2–1 | Ấn Độ      |
| --------------- | --- | ---------- |
| Mã Lâm 22', 25' |     | Mishra 37' |

| Hàn Quốc | 0–0 | Bahrain |
| -------- | --- | ------- |
|          |     |         |

| Bahrain                     | 3–0 | Ấn Độ |
| --------------------------- | --- | ----- |
| Hisham 3', 45' · Hassan 23' |     |       |

| Hàn Quốc                                                                          | 4–2 | Trung Quốc                      |
| --------------------------------------------------------------------------------- | --- | ------------------------------- |
| Park Chang-sun 20' (ph.đ.) · Kim Joo-sung 47' · Lee Tae-ho 75' · Cho Min-kook 77' |     | Lý Huy 26' (ph.đ.), 90' (ph.đ.) |

#### Bảng C
| Đội         | Điểm | Số trận | Thắng | Hòa | Thua | Bàn thắng | Bàn thua | Hiệu số |
| ----------- | ---- | ------- | ----- | --- | ---- | --------- | -------- | ------- |
| Ả Rập Xê Út | 6    | 3       | 3     | 0   | 0    | 6         | 1        | +5      |
| Indonesia   | 3    | 3       | 1     | 1   | 1    | 2         | 3        | −1      |
| Qatar       | 2    | 3       | 0     | 2   | 1    | 2         | 3        | −1      |
| Malaysia    | 1    | 3       | 0     | 1   | 2    | 2         | 5        | −3      |

| Malaysia           | 1–3 | Ả Rập Xê Út                         |
| ------------------ | --- | ----------------------------------- |
| Wong Hung Nung 12' |     | Al-Shehrani 28' · Abdullah 30', 53' |

| Qatar      | 1–1 | Indonesia |
| ---------- | --- | --------- |
| Salman 29' |     | Kabo 68'  |

| Qatar          | 1–1 | Malaysia  |
| -------------- | --- | --------- |
| Al-Sowaidi 90' |     | Yusof 33' |

| Indonesia | 0–2 | Ả Rập Xê Út       |
| --------- | --- | ----------------- |
|           |     | Abdullah 84', 87' |

| Indonesia | 1–0 | Malaysia |
| --------- | --- | -------- |
| Sawor 35' |     |          |

| Qatar | 0–1 | Ả Rập Xê Út   |
| ----- | --- | ------------- |
|       |     | Al-Jam'an 21' |

#### Bảng D
| Đội        | Điểm | Số trận | Thắng | Hòa | Thua | Bàn thắng | Bàn thua | Hiệu số |
| ---------- | ---- | ------- | ----- | --- | ---- | --------- | -------- | ------- |
| Kuwait     | 8    | 4       | 4     | 0   | 0    | 12        | 0        | +12     |
| Iran       | 6    | 4       | 3     | 0   | 1    | 12        | 1        | +11     |
| Nhật Bản   | 4    | 4       | 2     | 0   | 2    | 9         | 4        | +5      |
| Bangladesh | 2    | 4       | 1     | 0   | 3    | 1         | 12       | −11     |
| Nepal      | 0    | 4       | 0     | 0   | 4    | 0         | 17       | −17     |

| Kuwait                                                         | 4–0 | Bangladesh |
| -------------------------------------------------------------- | --- | ---------- |
| Al-Ghanim 24' · Al-Hajeri 43' · Abbas 51' · H. Al-Shemmari 64' |     |            |

| Nhật Bản                                             | 5–0 | Nepal |
| ---------------------------------------------------- | --- | ----- |
| Tsunami 8' · Hara 17', 39' · Kimura 25', 29' (ph.đ.) |     |       |

| Nhật Bản | 0–2 | Iran                          |
| -------- | --- | ----------------------------- |
|          |     | Abtahi 5' · Mohammadkhani 17' |

| Nepal | 0–5 | Kuwait                            |
| ----- | --- | --------------------------------- |
|       |     | Al-Hasawi · Al-Suwayed · Al-Zanki |

| Iran                                            | 4–0 | Bangladesh |
| ----------------------------------------------- | --- | ---------- |
| Pious 61' · Fathabadi 82', 89' · Ghayeghran 90' |     |            |

| Nhật Bản | 0–2 | Kuwait                        |
| -------- | --- | ----------------------------- |
|          |     | Al-Suwayed 24' · Al-Zanki 72' |

| Nepal | 0–1 | Bangladesh |
| ----- | --- | ---------- |
|       |     | Aslam 48'  |

| Iran | 0–1 | Kuwait        |
| ---- | --- | ------------- |
|      |     | Al-Hasawi 18' |

| Nhật Bản                                       | 4–0 | Bangladesh |
| ---------------------------------------------- | --- | ---------- |
| Hara 1', 71' · Johnny 56' (l.n.) · Tsunami 78' |     |            |

| Iran                                                                      | 6–0 | Nepal |
| ------------------------------------------------------------------------- | --- | ----- |
| Derakhshan 8', 76' · Bayani 44' (ph.đ.) · Fathabadi 51', 86' · Yekkeh 61' |     |       |

### Vòng đấu loại trực tiếp
|  | Tứ kết             | Tứ kết      |                    |       | Bán kết       | Bán kết       |  |  | Chung kết | Chung kết |
|  |                    |             |                    |       |               |               |  |  |           |           |
|  | 1 tháng 10         |             |                    |       |               |               |  |  |           |           |
|  |                    |             |                    |       |               |               |  |  |           |           |
|  | UAE                | 2 (3)       |                    |       |               |               |  |  |           |           |
|  | UAE                | 2 (3)       | 3 tháng 10         |       |               |               |  |  |           |           |
|  | Indonesia (pen.)   | 2 (4)       |                    |       |               |               |  |  |           |           |
|  | Indonesia (pen.)   | 2 (4)       | Indonesia          | 0     |               |               |  |  |           |           |
|  | 1 tháng 10         |             | Indonesia          | 0     |               |               |  |  |           |           |
|  |                    | Hàn Quốc    | 4                  |       |               |               |  |  |           |           |
|  | Hàn Quốc (pen.)    | Hàn Quốc    | 4                  | 1 (5) |               |               |  |  |           |           |
|  | Hàn Quốc (pen.)    |             | 5 tháng 10         | 1 (5) |               |               |  |  |           |           |
|  | Iran               | 1 (4)       |                    |       |               |               |  |  |           |           |
|  | Iran               | 1 (4)       | Hàn Quốc           | 2     |               |               |  |  |           |           |
|  | 1 tháng 10         |             | Hàn Quốc           | 2     |               |               |  |  |           |           |
|  |                    | Ả Rập Xê Út | 0                  |       |               |               |  |  |           |           |
|  | Ả Rập Xê Út (pen.) | Ả Rập Xê Út | 0                  | 1 (9) |               |               |  |  |           |           |
|  | Ả Rập Xê Út (pen.) | 3 tháng 10  |                    | 1 (9) |               |               |  |  |           |           |
|  | Iraq               | 1 (8)       |                    |       |               |               |  |  |           |           |
|  | Iraq               | 1 (8)       | Ả Rập Xê Út (pen.) | 2 (5) |               |               |  |  |           |           |
|  | 1 tháng 10         |             | Ả Rập Xê Út (pen.) | 2 (5) |               |               |  |  |           |           |
|  |                    | Kuwait      | 2 (4)              |       | Tranh hạng ba | Tranh hạng ba |  |  |           |           |
|  | Kuwait (pen.)      | Kuwait      | 2 (4)              | 1 (5) | Tranh hạng ba | Tranh hạng ba |  |  |           |           |
|  | Kuwait (pen.)      |             | 4 tháng 10         | 1 (5) |               |               |  |  |           |           |
|  | Trung Quốc         | 1 (4)       |                    |       |               |               |  |  |           |           |
|  | Trung Quốc         | 1 (4)       | Indonesia          | 0     |               |               |  |  |           |           |
|  |                    |             |                    |       |               |               |  |  |           |           |
|  | Kuwait             | 5           |                    |       |               |               |  |  |           |           |
|  | Kuwait             | 5           |                    |       |               |               |  |  |           |           |

#### Tứ kết
| Ả Rập Xê Út       | 1–1 (s.h.p.) | Iraq         |
| ----------------- | ------------ | ------------ |
| Al-Shehrani 39'   |              | Mohammed 51' |
| Loạt sút luân lưu |              |              |
|                   | 9–8          |              |

| Hàn Quốc                                                                    | 1–1 (s.h.p.) | Iran                                                            |
| --------------------------------------------------------------------------- | ------------ | --------------------------------------------------------------- |
| Park Chang-sun 34' (ph.đ.)                                                  |              | Bavi 84'                                                        |
| Loạt sút luân lưu                                                           |              |                                                                 |
| Park Chang-sun · Kim Joo-sung · Choi Soon-ho · Cho Young-jeung · Lee Tae-ho | 5–4          | Ghayeghran · Changiz · Namjoo-Motlagh · Mohammadkhani · Hajiloo |

| UAE               | 2–2 (s.h.p.) | Indonesia |
| ----------------- | ------------ | --------- |
| K. Ghanim 78'     |              | Yacob 48' |
| Loạt sút luân lưu |              |           |
|                   | 3–4          |           |

| Kuwait            | 1–1 (s.h.p.) | Trung Quốc             |
| ----------------- | ------------ | ---------------------- |
| Al-Suwayed 39'    |              | Al-Sharidah 37' (l.n.) |
| Loạt sút luân lưu |              |                        |
|                   | 5–4          |                        |

#### Bán kết
| Hàn Quốc                                                   | 4–0 | Indonesia |
| ---------------------------------------------------------- | --- | --------- |
| Cho Kwang-rae 29' · Choi Soon-ho 52', 75' · Lee Tae-ho 67' |     |           |

| Ả Rập Xê Út                       | 2–2 (s.h.p.) | Kuwait                         |
| --------------------------------- | ------------ | ------------------------------ |
| Al-Shehrani 53' · Al-Thunayan 79' |              | Al-Suwayed 18' · Al-Hasawi 66' |
| Loạt sút luân lưu                 |              |                                |
|                                   | 5–4          |                                |

#### Tranh huy chương đồng
| Indonesia | 0–5 | Kuwait                                                         |
| --------- | --- | -------------------------------------------------------------- |
|           |     | Al-Qabendi 24' · Al-Hajeri 38', 78' · Saad 52' · Al-Hasawi 84' |

#### Tranh huy chương vàng
| Hàn Quốc                              | 2–0 | Ả Rập Xê Út |
| ------------------------------------- | --- | ----------- |
| Cho Kwang-rae 7' · Byun Byung-joo 84' |     |             |

### Huy chương vàng
| Vô địch Bóng đá nam Asiad 1986 Hàn Quốc Lần thứ ba |